# ЭТ4Э
ЭТ4Э (Электропоезд Торжокский 4-й тип, Энергосберегающий) — проект электропоезда постоянного тока, экспериментальная секция которого выпущена Торжокским вагоностроительным заводом (ТорВЗ) в 2003 году.

## История создания
После того, как ТорВЗ освоил серийное производство электропоездов ЭТ2 и ЭТ2М, ОАО «РЖД» настаивало на внедрении в конструкции новых технических решений, направленных на повышение энергетической эффективности. В 2003 году заводом была изготовлена опытная секция ЭТ4Э-001 (головной и моторный вагон) с комплектом электрооборудования на основе коллекторных тяговых электродвигателей с номинальным напряжением 1500 В. Производителем энергосберегающего электрооборудования выступило ОАО «Силовые машины».
На моторном вагоне в качестве токоприёмника применён классический симметричный пантограф. По сравнению с серийными поездами ЭТ2М изменения были внесены в конструкцию кабины машиниста (например, исчезло сужение кабины в лобовой части, увеличена высота лобовых стёкол, изменена конструкция прожектора). Длина кузова вагонов увеличена с 19,6 до 21,5 м (за счёт увеличенной площади тамбуров), что позволило увеличить количество перевозимых пассажиров и обеспечило сокращение времени на посадку и высадку.
Практически параллельно с ЭТ4Э на ТорВЗ шли работы над ещё одним проектом энергосберегающего электропоезда, получившего обозначение ЭТ2ЭМ. Опытный образец был готов в 2005 году; в следующем году изготовили ещё два состава. Здесь также применено энергосберегающее электрооборудование на 1500 В, но уже производства АО «Рижский электромашиностроительный завод». По внешнему виду ЭТ2ЭМ практически не отличался от серийных ЭТ2М.

## Судьба проекта
Испытания электропоезда проходили на Экспериментальном кольце ВНИИЖТ. После испытаний опытная секция была отправлена на завод-изготовитель; её дальнейшая судьба доподлинно не известна. Сведений о постройке других вагонов ЭТ4Э нет.
ТорВЗ до 2010 года выпускал электропоезда ЭТ2М. В следующем году на заводе началось производство составов с асинхронным приводом, также отнесённого к четвёртой серии (ЭТ4А), несмотря на сильное отличие от электрооборудования ЭТ4Э с коллекторными электродвигателями.